# Снежна краљица (ТВ серија)
Снежна краљица је југословенска образовна телевизијска серија у режији Стевана Ђорђевића, снимљена 1993. године. Сценарио за серију је написао Небојша Радосављевић, а музику Душан Петровић. Позната је и под називом „Огледи из правописа“. Серија обрађује теме везане за правопис српског језика и приказивана је у оквиру школског програма РТС-а.

## Улоге
| Глумац            | Улога          |
| ----------------- | -------------- |
| Бранимир Брстина  | Учитељ         |
| Бојана Маљевић    | Снежна краљица |
| Радмила Савићевић | Куварица       |
| Јелена Стојановић | Ученица        |